# Halid Genjac
Halid Genjac (ur. 8 marca 1958 w Visoko) – polityk i lekarz Bośni i Hercegowiny narodowości bośniackiej, członek Prezydium Bośni i Hercegowiny od 2000 do 2001 roku.
W 1975 ukończył szkołę średnią, a w 1981 studia medyczne. Pracował następnie do 1995 w szpitalach, specjalizując się w zakresie ginekologii. Od 1990 należy do Partii Akcji Demokratycznej. W 1996 został wybrany do Izby Reprezentantów, między 1996 a 1998 pełnił funkcję jej wiceprzewodniczącego i przewodniczącego. W 2000 nie uzyskał reelekcji. 14 marca 2000 został bośniackim przedstawicielem w Prezydium Bośni i Hercegowiny po rezygnacji Aliji Izetbegovicia z przyczyn zdrowotnych. Pełnił funkcję do marca 2001. Po raz kolejny wybrano go do Izby Reprezentantów w 2006. Trzykrotnie pełnił funkcję reprezentanta parlamentu przy Izbie Gmin Federacji Bośni i Hercegowiny.